# Ongoujou
Ongoujou è un centro abitato delle Comore, situato sull'isola Anjouan.